# IEC 60320
IEC 60320 - набір стандартів, розроблених Міжнародною електротехнічною комісією, в яких зазначаються вимоги до електричних з'єднувачів без фіксації та з'єднувачів для підключення шнурів до електричних приладів, що живляться від напруги мережі до 250 В.
Сімейство включає в себе двох- і триконтактні роз'єми, розраховані на різну силу струму і діапазон температур. Всі вони розроблені спеціально для підключення мережевого шнура до електроприладу. Змінний мережевий шнур дозволяє виробникам продавати електроприлади по всьому світу. Прилад повинен працювати від змінного струму, напругою 120 або 240 В і частотою 50/60 Гц. Однак, користувач повинен точно знати, на яку напругу розрахований прилад, і чи є необхідність в ручному перемиканні при ввезенні електроприладу в країну з іншою мережевою напругою для приладу, розрахованого на різні напруги.
У кожному разі парний номер означає штирьову частину роз'єму, а непарний - гніздову, причому номер відповідної штирьової частини роз'єму завжди більший. Так C1 підходить до C2, а C15A - до C16A. Більшість з них поляризовані (але, звичайно, як роз'єми всесвітнього стандарту, вони часто підключаються до неполяризованих розеток), за винятком C1, деяких C7 і всіх C9. Найчастіше зустрічається варіант, де штирьовий роз'єм знаходиться на пристрої, а відповідний шнур має гніздову вилку.

Максимальна напруга для всіх роз'ємів 250 В змінного струму. У всіх роз'ємів максимальна температура 70 °C, якщо не вказано інше.

## C1/C2

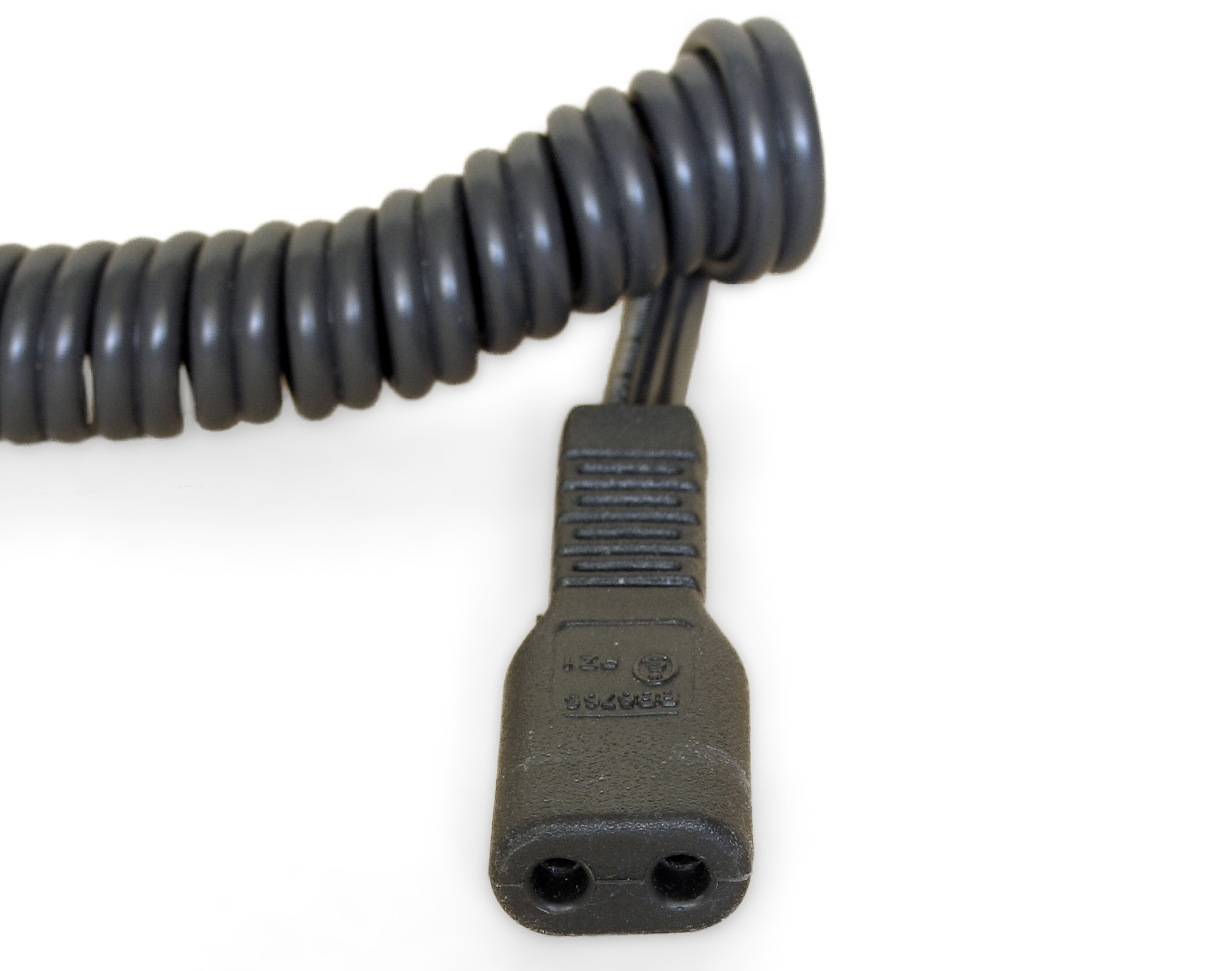
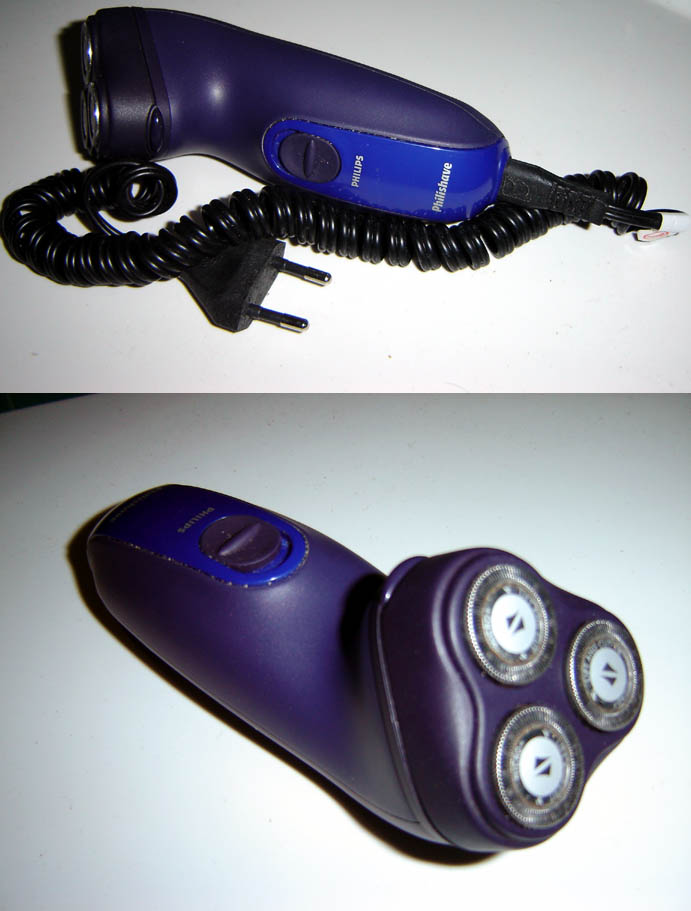

## C5/C6

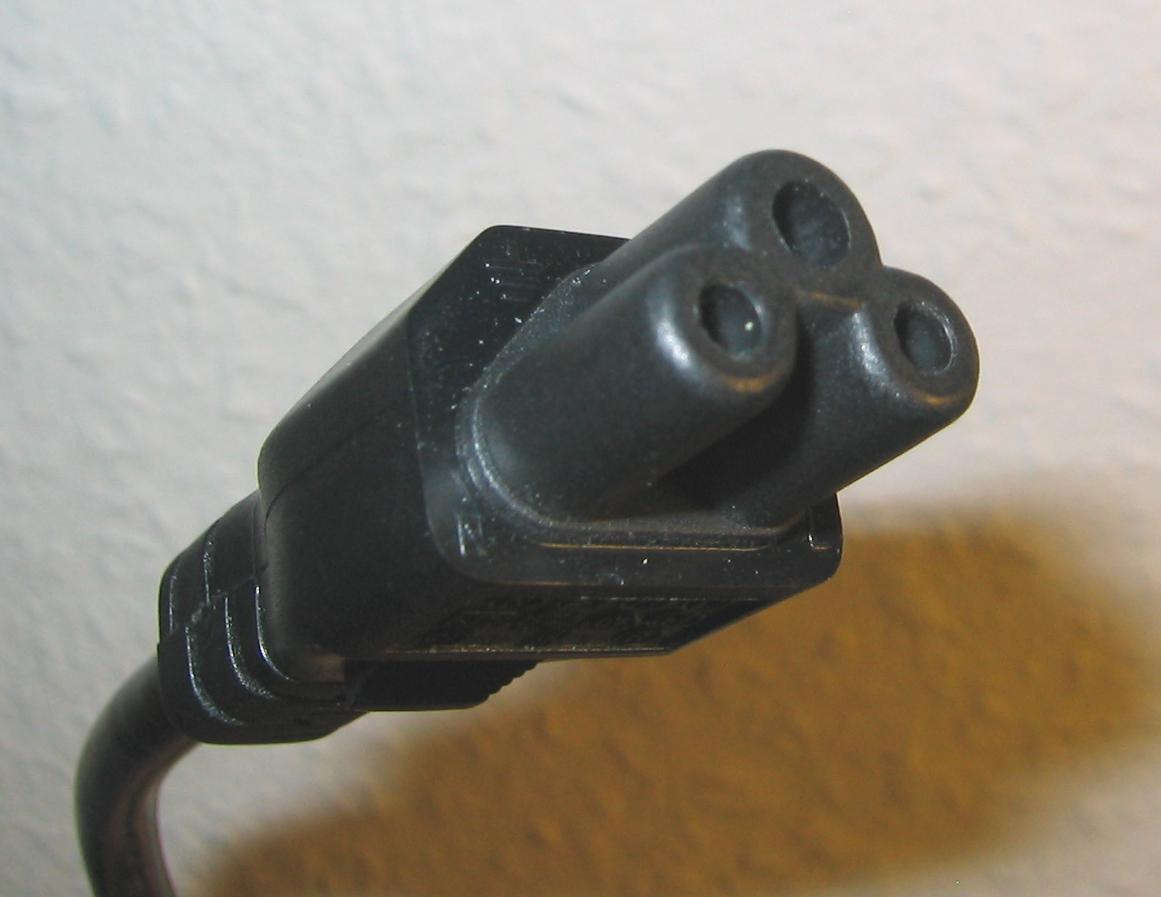
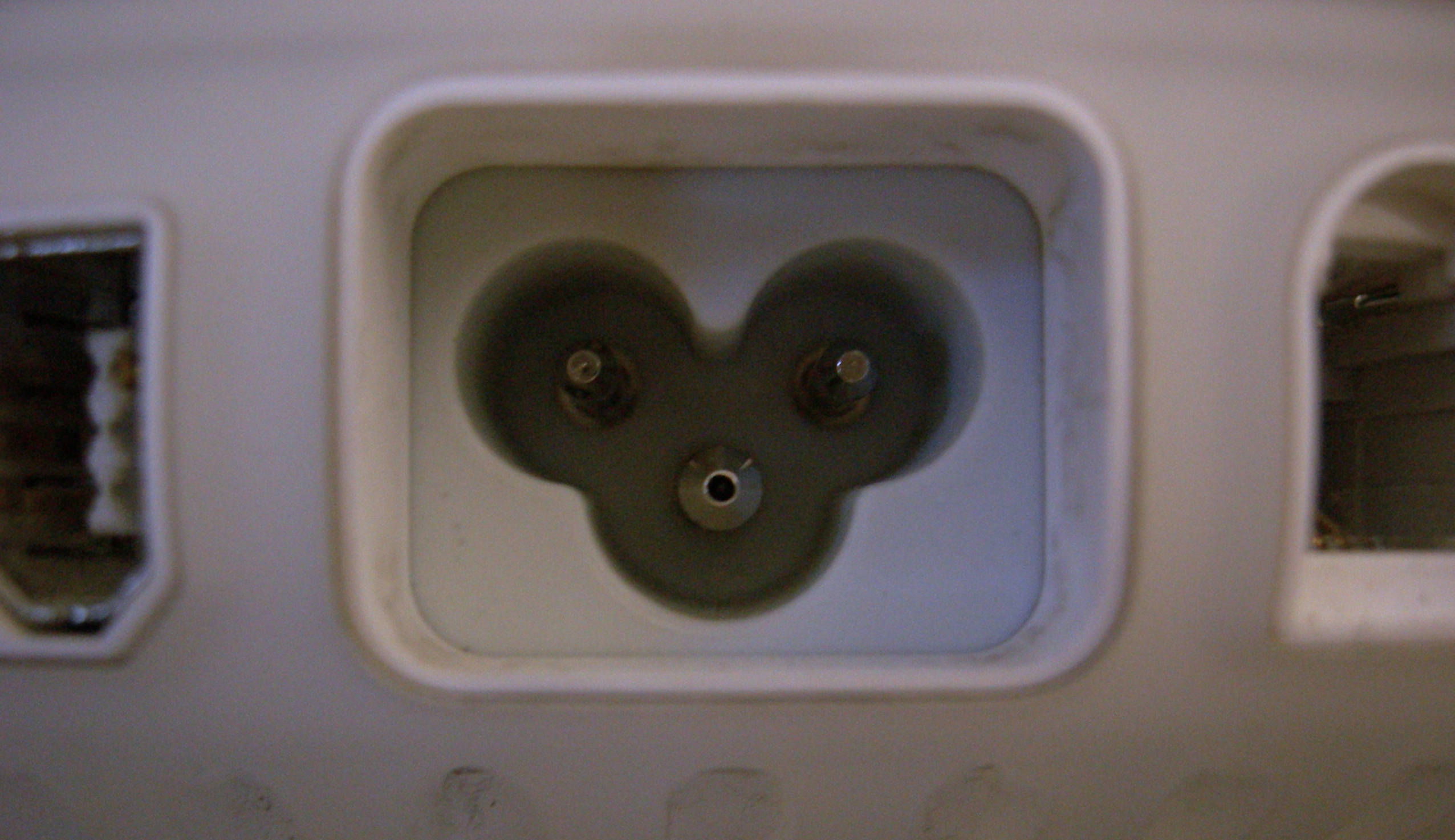

## C7/C8

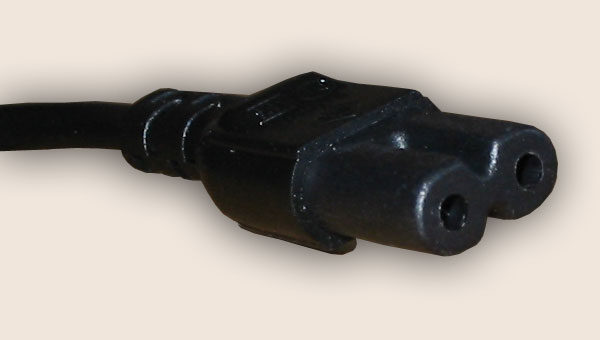
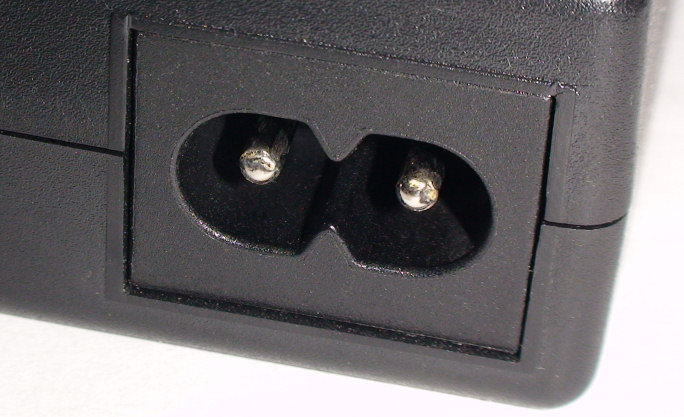
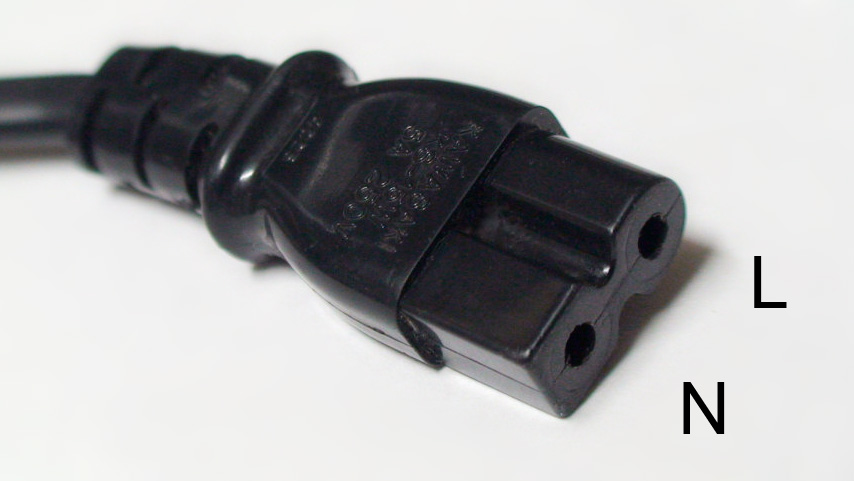

## C15/C16, C16A

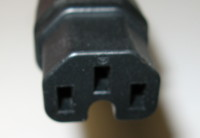

## C17/C18

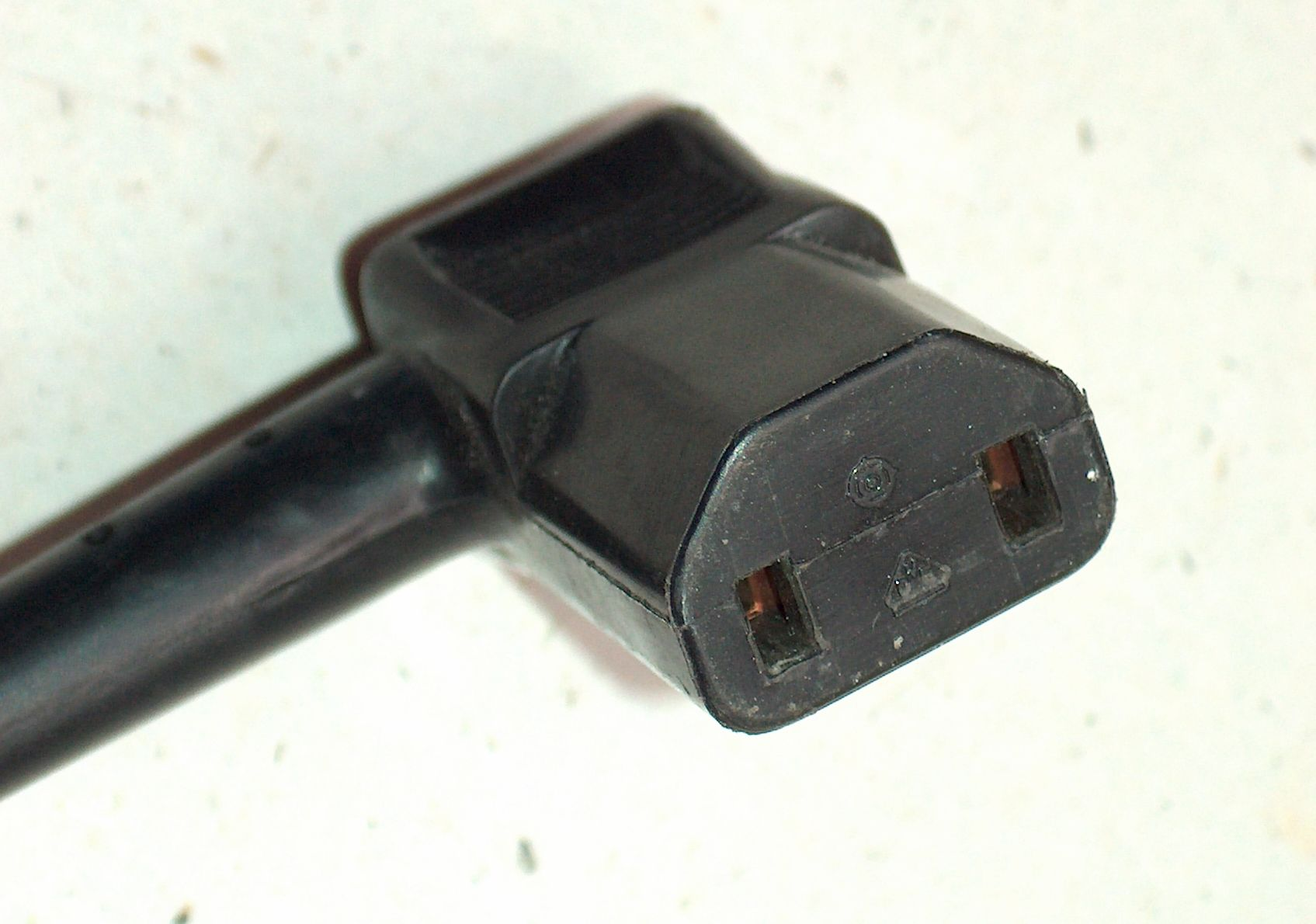
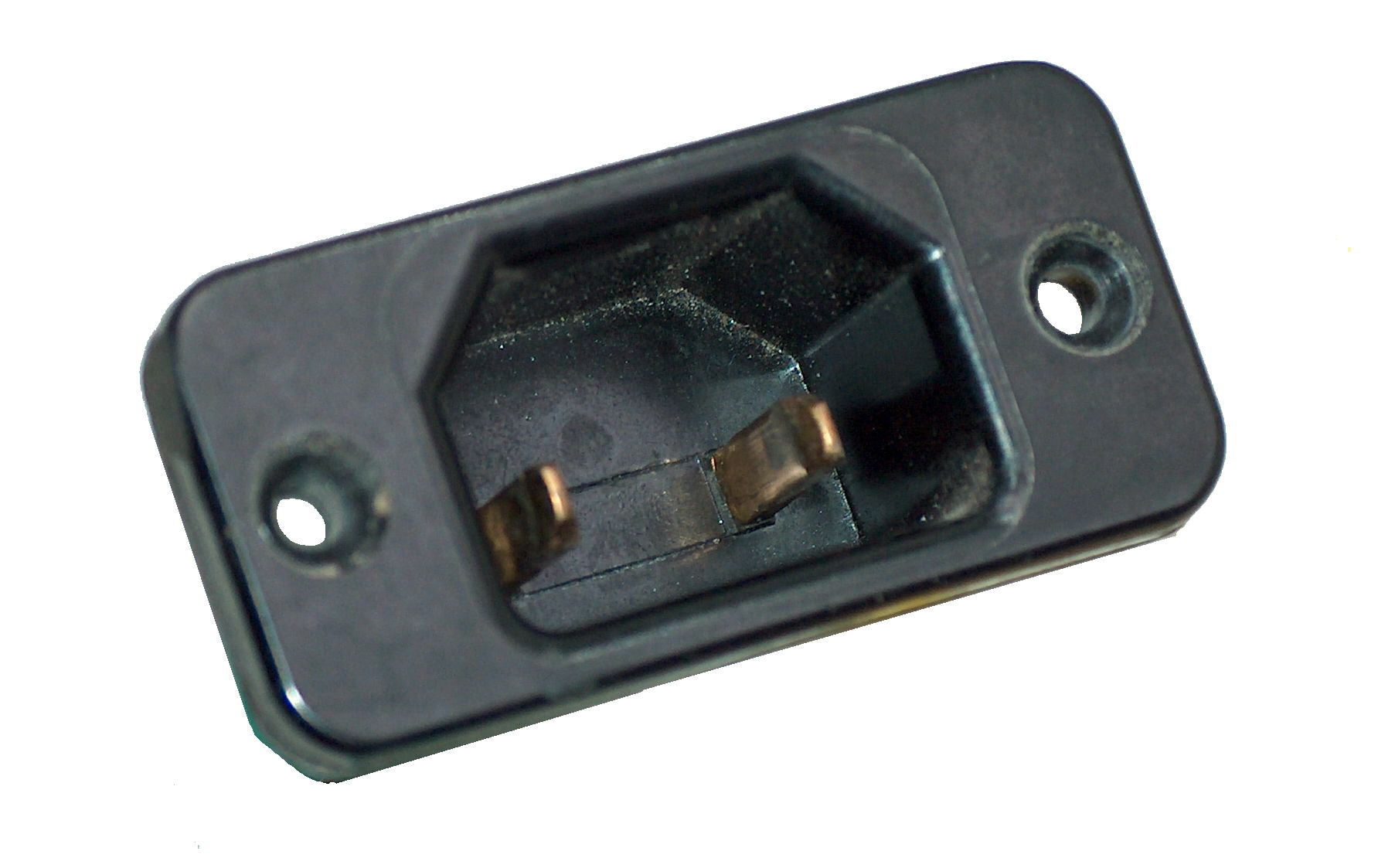

## C13/C14

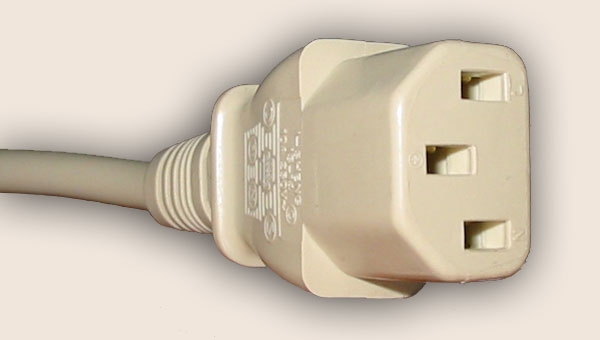
C13
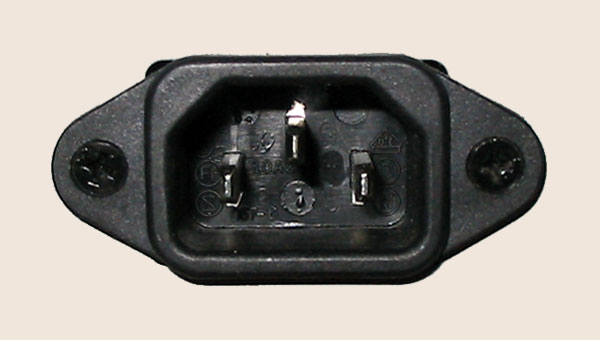
C14

## C19/C20

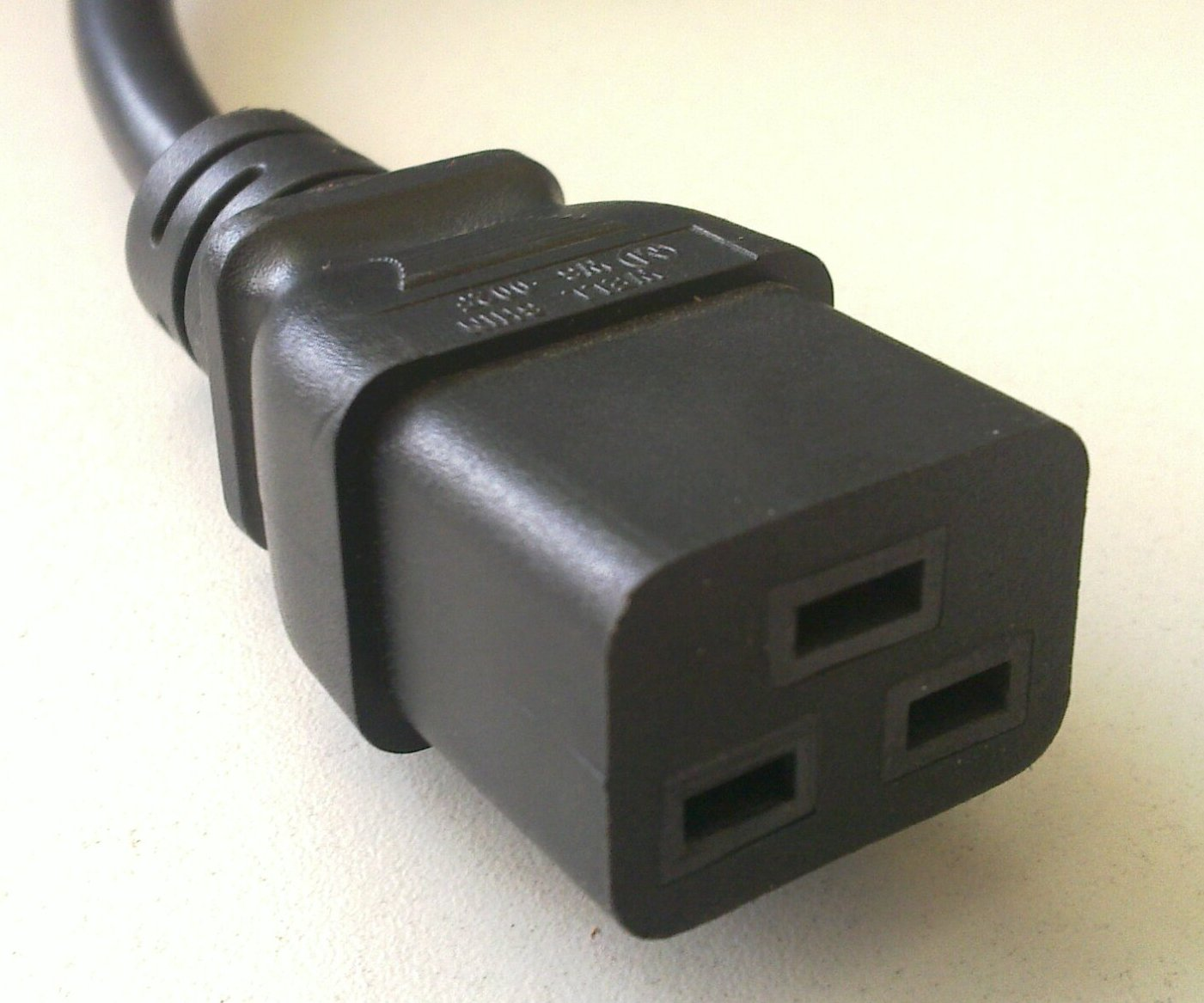
C19
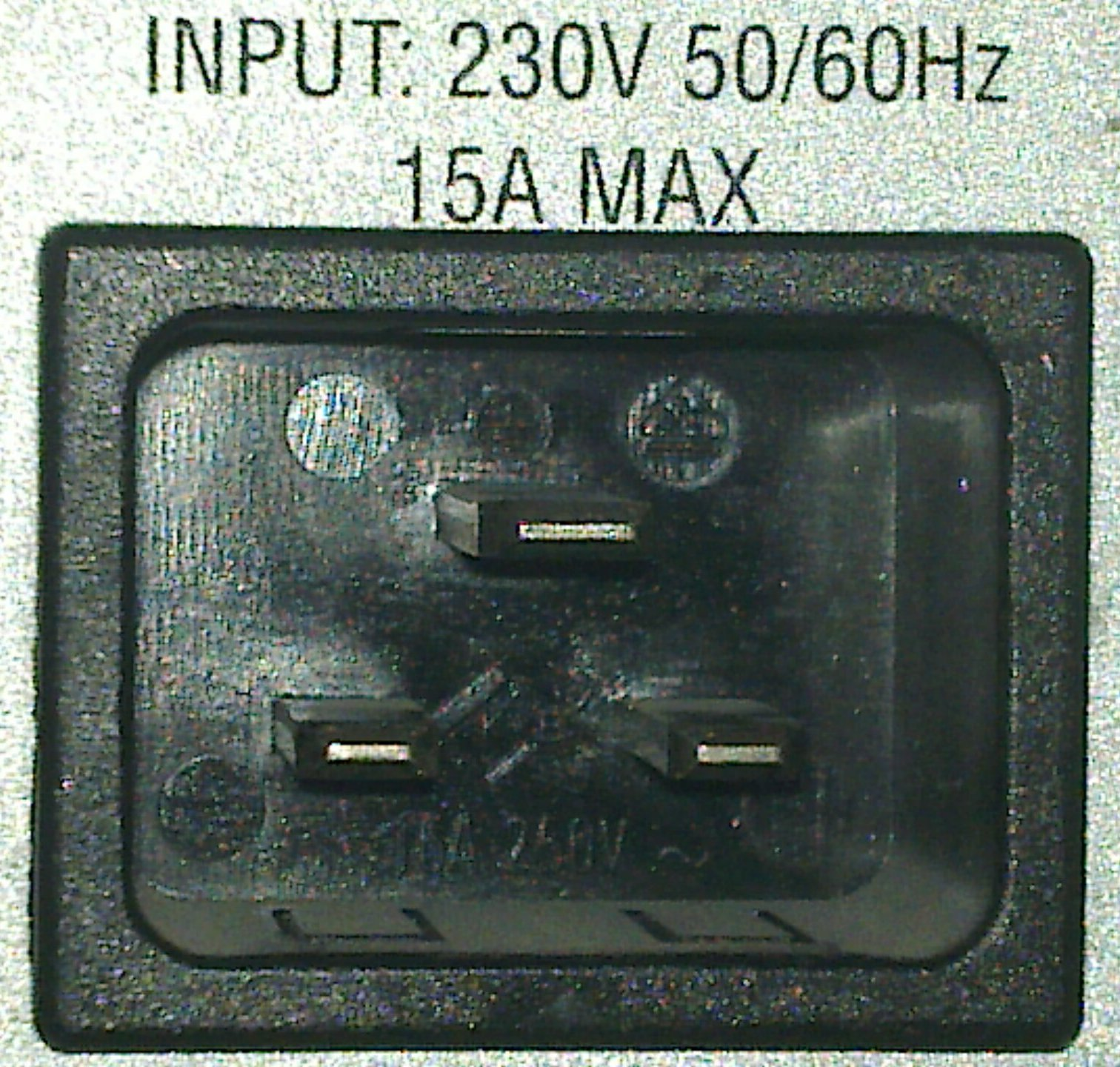
C20